# Battaglia del Fiume
La battaglia del Fiume (o di al-Madhār) ebbe luogo in Mesopotamia (odierno Iraq) tra le forze del Califfo Abū Bakr e quelle dell'Impero persiano sasanide. I musulmani, al comando di Khālid b. al-Walīd, sconfissero l'esercito persiano, pur numericamente superiore.

## Preludio
Mentre il califfo musulmano Abū Bakr provvedeva alla conquista della Penisola araba, assoggettando a Medina le locali tribù arabe rimaste pagane e quelle che avevano apostatato, avviò anche la conquista dei territori un tempo lakhmidi, diventati però una diretta provincia persiana, guidata da un marzbān (governatore) dipendente da Ctesifonte.
Il miglior comandante musulmano, Khālid ibn al-Walīd fu incaricato di invadere il territorio mesopotamico ex-lakhmide nell'aprile del 633 e sconfisse un esercito sasanide nella battaglia di Dhāt al-Salāsil, in cui il Marzbān Hormuz fu ucciso direttamente da Khālid ibn al-Walīd in un duello.

## Antefatti
Prima della battaglia di Dhāt al-Salāsil, il Marzbān Hormuz scrisse allo Shāhanshāh, informandolo della minaccia araba e concentrò un esercito, composto da un gran numero di alleati arabi cristiani, preparandosi alla battaglia. Prima di essa l'Imperatore sasanide inviò un grande esercito guidato dal generale Qārin ibn Qaryānis, il cui compito era quello di proteggere l'importante porto di al-Ubulla nel caso in cui i musulmani avessero sconfitto il Marzbān Hormuz.

## Preparazione alla battaglia

### La preparazione persiana
Dopo Dhāt al-Salāsil, la piccola forza dell'esercito persiano guidata dai suoi ufficiali comandanti le due ali, Qubādh e Anūshajān, si unì all'esercito di Qārin. I sopravvissuti, intimoriti dall'esito della battaglia di Dhāt al-Salāsil - interrogarono Qārin circa la reale potenza dell'esercito califfale, fino ad allora ampiamente sottovalutato. Qārin stesso era diventato timoroso e scelse di combattere fuori di Ubulla, in un posto chiamato al-Madhār, vicino al fiume Eufrate. Migliaia di imbarcazioni furono quindi preparate per consentire l'evacuazione dell'esercito persiano in caso esso fosse stato ancora una volta sconfitto da quello arabo-musulmano.

### Preparativi musulmani
Khālid ibn al-Walīd sapeva che i Persiani stavano organizzando il loro esercito ad al-Madhār. Prese quindi il comando dell'esercito musulmano e spedì un piccolo contingente, comandato da al-Muthanna ibn Haritha. Questi giunsero sul campo di battaglia prima di quanto non s'aspettassero i Persiani.
Quando Khālid ibn al-Walīd arrivò a sua volta, vide le imbarcazioni sasanidi sulle sponde del fiume e capì che l'esercito persiano non era ancora intimidito dalla battaglia precedente persa e che volevano ritirarsi dallo scontro previsto.

## La battaglia
Khālid fronteggiò i Persiani con circa 17 000 uomini; anche se i Persiani erano in numero maggiore, essi erano però intimiditi. Prima dello scontro Qārin sfidò Khālid b. al-Walīd a un duello a singolar tenzone. Khālid accettò la sfida ma quando si mosse verso Qārin, un altro uomo di nome Maʿqil ibn al-Aʿshā al-Nabbāsh sfidò Qārin a sua volta e Khālid gli consentì di duellare prima di lui. Maʿqil ibn al-Aʿshā affrontò quindi Qārin e lo sconfisse. In seguito il comandante di una delle due ali dell'esercito califfale, ʿĀṣim ibn ʿAmr, uccise il generale sasanide Anūshajān in un altro duello. Infine ʿAdī ibn Ḥātim uccise Qubādh in un duello a singolar tenzone.
La morte dei comandanti persiani costituì una vittoria psicologica di grande impatto per i musulmani e Khālid ordinò l'attacco generale. Migliaia di Persiani furono uccisi, altri ebbero la possibilità di fuggire e mettersi in salvo.
Questa battaglia costituì la seconda vittoria decisiva per i musulmani sui Persiani sul fronte mesopotamico.

## Conseguenze
Dopo la battaglia del Fiume, Khālid sconfisse i Persiani in altre 3 battaglie (al-Walaja – Ullays – al-Ḥīra) e conquistò il suo obiettivo originario: al-Hīra. La prima invasione musulmana dell'Iraq fu completata in quattro mesi. Abū Bakr non autorizzò Khālid a muovere in maggior profondità nel territorio sasanide, e dopo nove mesi lo inviò al comando d'un esercito per invadere l'Impero sasanide partendo dal territorio siriano.
Tra i prigionieri fatti dagli Arabi vi fu Ḥabīb Abū l-Ḥasan, padre di al-Ḥasan al-Baṣrī.